# Alanäs distrikt
Alanäs distrikt är ett distrikt i Strömsunds kommun och Jämtlands län. Distriktet ligger omkring Alanäset och Havsnäs i norra Jämtland.

## Tidigare administrativ tillhörighet
Distriktet inrättades 2016 och utgörs av socknen Alanäs i Strömsunds kommun.
Området motsvarar den omfattning Alanäs församling hade 1999/2000.

## Tätorter och småorter
I Alanäs distrikt finns inga småorter eller tätorter.